# 콜레트 카
콜레트 카(Colette Carr, 1991년 1월 6일 ~ )는 미국의 싱어송라이터, 래퍼이다.